# Gereformeerde kerk (Wouterswoude)
De gereformeerde kerk is een kerkgebouw in Wouterswoude in de Nederlandse provincie Friesland.

## Beschrijving
Het T-vormige kerkgebouw is gebouwd naar ontwerp van architect Ane Nauta ter vervanging van een kerkgebouw uit de 19e eeuw. De eerste steen werd gelegd op 6 augustus 1922 door ds. B. Roorda. Boven de ingang een gevelsteen met de tekst: "Ps. 20:8. Dezen vermelden van wagens en die van paarden, maar wij zullen vermelden van den naam des Heeren onzes Gods".
Het orgel uit 1898 is afkomstig uit de gereformeerde kerk van Uithuizermeeden en werd in 1923 in de kerk geplaatst.
Er wordt gekerkt door de Gereformeerde Kerk Driesum CA.

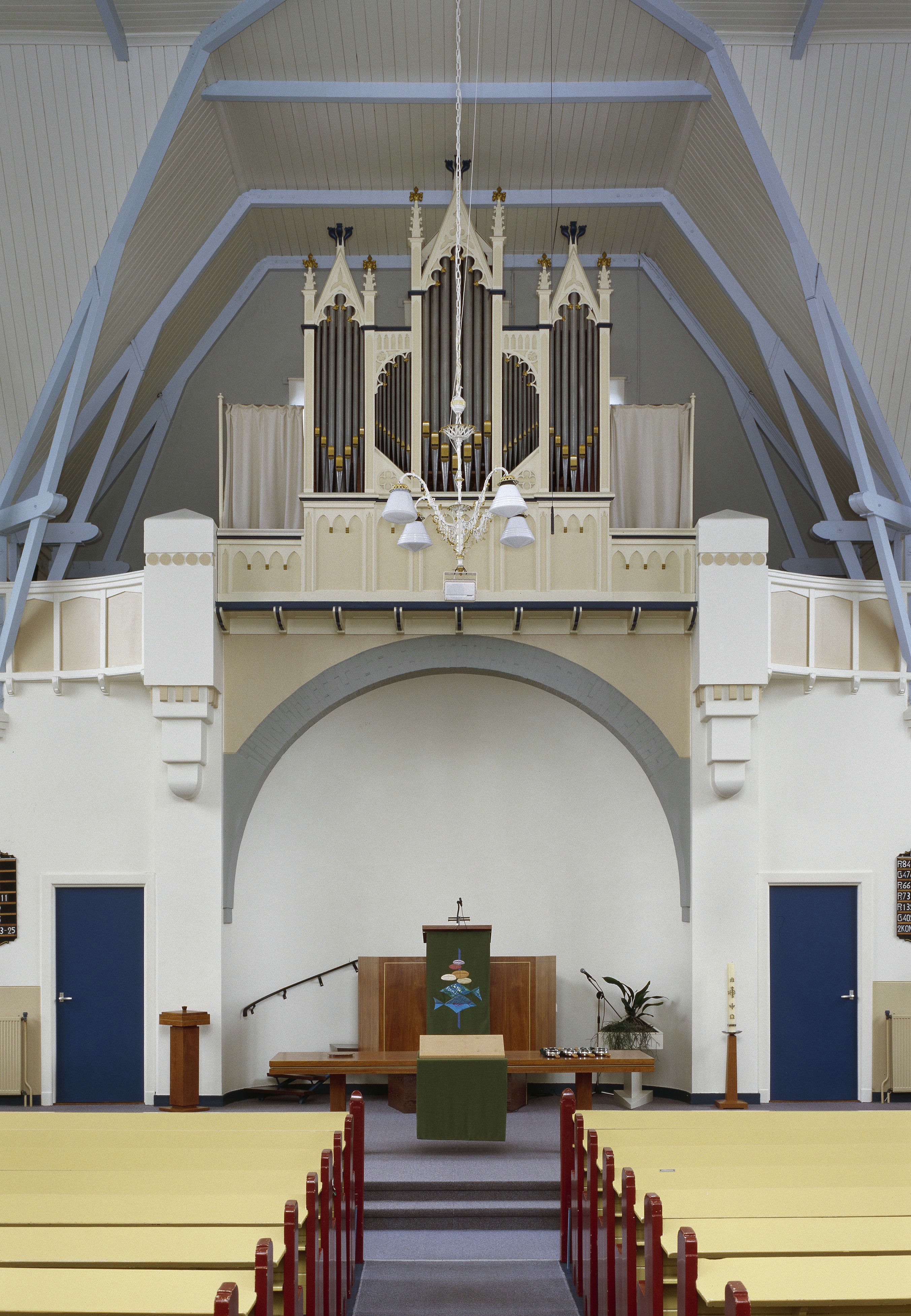
Interieur met orgel (2008)